# Shattuara I
Shattuara I o Šattuara va ser rei d'Hanigalbat, el que quedava dels territoris de Mitanni cap a l'any 1320 aC o potser durant el regnat del rei hitita Mursilis III. No se sap el seu origen, però va ser el successor de Mattiwaza. Alguns pensen que es tracta del fill de Artatama II que tenia per nom Šuttarna.
Va llançar un atac sobre Assíria, llavors governada pel rei Adadnirari I. No es coneixen les raons d'aquest atac, però suposadament va ser una agressió assíria sobre aquell territori la que va desencadenar l'atac. Shattuara va dur a terme l'atac sense consultar-ho als hitites i ni tan sols els va demanar ajuda. Encara que el regne era nominalment independent de l'Imperi hitita, n'era vassall i proporcionava tropes i aliments als hitites, i en contrapartida tenia la protecció hitita.
Adadnirari, que va vèncer en la lluita, diu que se'l va empotar a Assíria presoner on el va obligar a fer acte de reconeixement i vassallatge i se li va permetre retornar a Mitanni on va seguir com a rei però obligat a pagar tribut. El seu territori era vassall d'Assiria, i Mursilis, el rei hitita, de moment no hi va intervenir. La conquesta d'Hanigalbat per part dels assiris va renovar les tensions entre Hattusa i Assíria, que van seguir mantenint relacions diplomàtiques però més aviat tenses.
Quan el seu fill Wasashatta el va succeir, els hitites el van voler convèncer de passar al seu costat.